# Cairo (операційна система)
Cairo — кодове ім'я проєкту операційної системи від Microsoft, що розроблялась з 1991 по 1996 роки. Одна з перших спроб Microsoft створити операційну систему нового покоління. Cairo ніколи не продавалася, хоча частина її технологій з'явилася в інших продуктах.

## Огляд
Cairo вперше була анонсована на Microsoft Professional Developers Conference у 1991 році Джимом Альчіном. Вона була публічно показана (включаючи демонстраційну систему для всіх відвідувачів) у 1993 році на Cairo/Win95 PDC. Microsoft змінила призначення Cairo кілька разів, іноді називаючи це повноцінної ОС, а іноді називаючи це як збори нових технологій. При розробці Cairo була зібрана найбільша група розробників за всю історію Microsoft.

## Можливості
Особливості Cairo, які стали частиною інших продуктів Microsoft:
- Користувацький інтерфейс Windows 95 заснований на початковому проєкті інтерфейсу зробленого в Cairo (так званий «класичний стиль»).
- DCE/RPC — вбудований у Windows NT 3.1.
- X.500 — став частиною технології Active Directory у Windows 2000.
- X.400 — став частиною Microsoft Exchange Server.
- Content Indexing — став частиною IIS (Internet Information Services), Windows Desktop Search.

Файлова система, заснована на технології складових документів OLE залишилася нереалізованою ні в одній операційній системі.
Інші компоненти об'єктної файлової системи отримали назву WinFS, і планувалися до включення в Windows Vista (були присутні в Windows Longhorn), але виявилися не готові до терміну виходу Windows Vista. Зараз так і не включено навіть у Microsoft Windows 8.